# Berenguel de Landoria
Berenguel de Landoria O.P., arzobispo de Santiago de Compostela en 1317. Fue uno de los protagonistas de la época convulsa de la iglesia, durante su sede en Aviñón. Una de las torres de la catedral de Santiago, lleva su nombre.

## Biografía
Nació en 1262, segundo hijo de los condes de Rodez, una de las cortes más importantes de la época, que cultivaba con gran éxito la poesía trovadoresca y demás artes. Al imponerse el mayorazgo, se vio obligado a ponerse al servicio de la iglesia. Berenguel asciende rápidamente por los entresijos de la iglesia hasta hacerse íntimo amigo de Juan XXII. El 15 de julio de 1317, fue nombrado arzobispo de Santiago de Compostela, a los 55 años. Once meses después emprende camino hacia Santiago para hacerse cargo de su puesto.
El obispo trató de entrar en el burgo cuatro veces, de las cuales 3 fue rechazado en emboscadas. Entonces urdió un plan de ataque en su castillo de la localidad coruñesa de Padrón y Noia aliándose con otros nobles. En 1318 entra en la ciudad victorioso y se le dedica una torre de la catedral santiaguesa, la Berenguela, utilizada primero como torre vigía y después como campanario.